# Gottlieb (azienda)
La Gottlieb (o meglio, la D. Gottlieb & Co.) è stata un'azienda statunitense fondata da David Gottlieb negli anni trenta, che produsse principalmente flipper ma anche altri tipi di giochi, come i mini-bowling games, e negli ultimi anni anche alcuni videogiochi da sala (tra i quali i notevoli Reactor e Q*bert).
Al pari degli altri produttori, la Gottlieb produsse inizialmente flipper meccanici, dal 1935 quelli elettromeccanici, e a partire dalla fine degli anni settanta quelli semi-elettronici (solid state pinball).
La Gottlieb fu l'azienda leader negli Stati Uniti d'America e nel mondo per la produzione di flipper specialmente negli anni sessanta e '70, nonostante l'agguerrita concorrenza delle altre maggiori aziende americane, quali la Bally Technologies e la Williams. La prima macchina prodotta, di tipo Bagatelle, fu Baffle Ball del 1931. Nel 1947 con Humpty Dumpty la Gottlieb inventò il flipper, introducendo le palette per respingere la biglia (ideate dal geniale game designer Harry Mabs), che ebbero un successo clamoroso. Nel 1954 con Super Jumbo la Gottlieb produsse il primo flipper "multiplayer", che consentiva partite a turno fino a quattro giocatori; nel 1960 con Flipper introdusse la prima macchina di tipo Add-a-ball, che consentiva di prolungare il gioco mediante la vincita di biglie aggiuntive ma senza la ripetizione della partita, che nella legislazione di alcuni paesi (tra i quali l'Italia) veniva considerata come gioco d'azzardo. L'ultimo flipper prodotto dalla Gottlieb fu Barb Wire, dell'inizio del 1996.
Per la Gottlieb lavorarono i migliori game designer ed artisti americani, quali Roy Parker, Art Stenholm, Ed Krynski e Gordon Morison. Questi ultimi due artisti caratterizzarono la produzione dell'ultimo periodo “aureo” degli anni '70, realizzando insieme ben 137 flipper, molti dei quali rimasti dei classici del loro genere, tra i quali ricordiamo almeno: Atlantis, Aquarius, Buck Rogers, Drop-a-Card, El Dorado, Flying Carpet, Galaxie, Jungle King, High Hand, Lawman, Royal Flush, Sky Jump, Ship Ahoy, Spider-Man, Surfer, Ten-Up,  Top Card.
Con l'avvento dei videogame alla fine degli anni settanta, la Gottlieb e le altre aziende iniziarono a ridurre la produzione di flipper, entrando progressivamente in crisi. La Gottlieb fu acquistata dalla Columbia Pictures nel 1977. Nel 1983, quando la Coca Cola acquistò a sua volta la Columbia, i settori della Gottlieb's relativi alla produzione dei flipper vennero ceduti ad una nuova azienda della Coca Cola, la Mylstar Electronics. Nell'84 la Coca Cola si disfece della Mylstar, che iniziò a produrre videogame. Nello stesso anno un gruppo di gestione guidato da Gilbert G. Pollock acquisì i settori della Mylstar relativi ai flipper, continuando la produzione del marchio Gottlieb con una nuova azienda, la Premier Technology. Quest'ultima azienda restò operativa fino all'estate del 1996, quando il forte calo della domanda di flipper la costrinse a cessare l'attività. La Premier Technology evitò il fallimento, ma fu costretta a liquidare tutti suoi beni a vantaggio dei creditori. I flipper Gottlieb (prodotti da Myslar e Premier) ed il marchio Gottlieb appartengono ad una holding, la Gottlieb Development LLC.
Durante gli anni ottanta - novanta Alvin Gottlieb, figlio del fondatore, produsse ancora flipper prima della cessione degli affari. Tuttavia poiché i diritti sull'uso del marchio erano stati già ceduti alla Premier Technology, Alvin Gottlieb non poté usare il marchio di famiglia, e per questa ragione creò il nuovo marchio  “Alvin G. & Co.”, dove la "G." stava ovviamente per l'iniziale di "Gottlieb".
Ma Alvin Gottlieb ebbe poco successo e dovette lasciare presto gli affari, specialmente per la concorrenza della Williams, che esercitò forti pressioni sui distributori: in pratica chi comprava flipper della Alvin G. non poteva più acquistarne dalla Williams. Così la “Alvin G. & Co.”, sebbene abbia avuto una produzione di flipper di buon livello, non è riuscita ad imporsi in un mercato ormai difficile, messo in crisi irreversibile dal travolgente successo dei videogame.
Va ricordato che recentemente la Gottlieb ha prodotto un videogame di flipper per le console principali (anche per la PSP), nel quale ha racchiuso le simulazioni di alcuni dei più famosi flipper costruiti nella propria storia.
I diritti sul videogioco Q*bert sono di proprietà della Sony Pictures Entertainment.